# اختبار ترخيص المجلس الوطني
اختبار ترخيص المجلس الوطني (NCLEX) عبارة عن اختبار من أجل منح الترخيص للمُمرِضين في الولايات المتحدة. وهناك نوعان من هذا الاختبار: NCLEX-RN وNCLEX-PN.
ومالك هذه الاختبارات والقائم على تطويرها هو المجلس الوطني لهيئات التمريض الحكوميَّة (NCSBN). يقوم المجلس الوطني لهيئات التمريض الحكومية بإدارة هذه الاختبارات نيابةً عن الهيئات الأعضاء في المجلس والتي تتكوَّن من هيئات التمريض الموجودة في 50 ولاية ومقاطعة كولومبيا والأقاليم الأربعة التابعة للولايات المتحدة الأمريكية وهم ساموا الأمريكية وغوام وجزر ماريانا الشمالية وجزر فيرجن الأمريكية.
ولضمان حماية العامة، تَشترط كل هيئة تمريض من كل مرشح للحصول على الترخيص النجاح في اختبار ترخيص المجلس الوطني المناسب، والنجاح في اختبار CLEX-RN وذلك بالنسبة إلى الممرضين المسجلين واختبار NCLEX-PN بالنسبة إلى الممرضين الممارسين/المهنيين، وقد تم تصميم اختبار ترخيص المجلس الوطني لقياس المعرفة والمهارات والقدرات الضرورية لممارسة مهنة التمريض بشكلٍ آمن وفعال عند مستوى الالتحاق.
وتقدم اختبارات ترخيص المجلس الوطني في صيغة اختبارات حاسوبية تكيفية (CAT) وتجري هذه الاختبارات في الوقت الحالي شركة بيرسون لمشاريع الجامعة الافتراضيَّة (Pearson VUE) في شبكة مراكز بيرسون الاحترافيَّة بي بي سي (PPC).

## مستويات الاختبار

### اختبار ترخيص المجلس الوطني للمُمرِّضين المسجلين (NCLEX-RN)
تشترط جميع هيئات التمريض في الولايات والأقاليم الأمريكية على المرشحين اجتياز اختبار الترخيص ليصبح مُمرِضًا مُسجَّلاً (RN).

### اختبار ترخيص المجلس الوطني للمُمرِّضين الممارسين (NCLEX-PN)
تشترط جميع هيئات التمريض في الولايات والأقاليم الأمريكية على المرشحين اجتياز اختبار الترخيص ليصبح مُمرِّضًا ممارسًا مرخّصًا (LPN) أو مُمرِّضًا مهنيًا مرخّصًا (LVN).

## محتوى الاختبار
تُكتب أغلبية عناصر الاختبار على استمارة الطلب أو على مستوياتٍ أعلى من الإدراك، لكن قد يشتمل الاختبار أيضًا على عناصر من كل المستويات المعرفية فهناك أمثلة على المستوى المعرفي وتضم الاستذكار أو التذكُّر والمعرفة والتحليل والتطبيق.

### NCLEX-PN
يعتمد محتوى الاختبار على احتياجات العميل:
- بيئة الرعاية الآمنة والفعَّالة
  - إدارة الرعاية
  - السلامة ومكافحة العدوى
- تعزيز الصحة والمحافظة عليها
- السلامة النفسية الاجتماعية
- السلامة الفسيولوجية
  - خدمات الرعاية والراحة الأساسية
  - العلاجات الدوائية وغير الوريدية
  - تقليل المخاطر المحتملة
  - التأقلم الفسيولوجي

### اختبار ترخيص المجلس الوطني للمُمرِّضين المسجلين
يعتمد محتوى الاختبار على احتياجات العميل:
- بيئة الرعاية الآمنة والفعَّالة
  - الرعاية المُنسقة
  - السلامة ومكافحة العدوى
- تعزيز الصحة والمحافظة عليها
- السلامة النفسية الاجتماعية
- السلامة الفسيولوجية
  - خدمات الرعاية والراحة الأساسية
  - العلاجات الدوائية
  - تقليل المخاطر المحتملة
  - التأقلم الفسيولوجي
  - الطب النفسي

## أنواع الأسئلة
مُعظم أسئلة اختبار ترخيص المجلس الوطني تكون في شكل أسئلة الاختيارات المتعددة. وعلى الرغم من ذلك، قامت هيئات التمريض في الأعوام الأخيرة بإضافة صِيَغ جديدة من الأسئلة والتي لا تشتمل على أسئلة الاختيارات المتعددة البسيطة. ومن بين الصِيغ الجديدة، التعريف واختيار منطقة مُعينة من جزءٍ من جسم مرسوم، واختيار عدة إجابات صحيحة (من خلال مُربًّعات الاختيار)، والأسئلة الرياضية التي تتطلب الإجابات المفتوحة (عادةً ما تكون حسابات علاجية)، وترتيب خطوات أي إجراء طبي أو تمرِيضي بالتسلسل.

## كتابات أخرى
- Zara, Anthony R., "Using Computerized Adaptive Testing to Evaluate Nurse Competence for Licensure: Some History and Forward Look"[وصلة مكسورة], Advances in Health Sciences Education, Volume 4, Number 1 (1999), 39-48, DOI: 10.1023/A:1009866321381

## وصلات خارجية
- National Council of State Boards of Nursing